# Fusil Automático Doble
O Fusil Automático Doble (em português:  Fuzil Automático Doble) é um fuzil de assalto bullpup peruano projetado pelo projetista de armas peruano Salomón Braga Lozo e fabricado pela SIMA Electrónica.
Por sua simplicidade e leveza, é utilizado no Exército Peruano como arma secundária. O país pretendia originalmente adquirir 580 mil fuzis AN-94 para substituir o HK33 já em serviço, mas acabou optando pelo FAD devido ao seu preço.

## História e desenvolvimento
A arma, projetada por Salomón Braga Lozo em 2008, iniciou a produção no mesmo ano pela fabricante SIMA Electrónica, subsidiária da SIMA (Servicio Industrial de la Marina), filial da Marinha de Guerra do Peru, localizada no porto de Callao. É o primeiro fuzil do Peru e ainda está em serviço até hoje. Cada unidade custa cerca de 800 a 1.200 dólares, permitindo a fabricação em massa. Pretende-se que seja eliminado por um sucessor, o FAD-V2.
Por ter sido fabricado apenas para uso no Peru, a arma só entrou em ação no conflito interno do Peru, principalmente na região VRAEM da selva peruana. Caso contrário, o fuzil só será usado em bases militares ou desfiles nacionais.

## Descrição
O FAD é feito de chapa de aço estampada e polímero, incorporando uma empunhadura moderna, mas não possui guarda-mato completo, utilizando a alavanca de manejo de seu lança-granadas de 40 mm para evitar qualquer contato acidental do gatilho. No topo do guarda-mão há a mira do lança-granadas e um trilho M1913 para montar diversas miras ópticas, permitindo a fixação de diferentes miras, como miras de visão noturna, ou miras holográficas, entre outras. O carregador é inserido por baixo com uma ligeira inclinação para a esquerda, a ejeção é feita pelo lado direito e os estojos gastos são ejetados diretamente para baixo, o que permite que o FAD seja utilizado por destros e canhotos sem a necessidade de modificações. Os mecanismos são acionados pelo recuo direto do ferrolho. Possui seletor de tiro e pode disparar em modo semiautomático e automático.

## Na cultura popular
A arma é apresentada em Call of Duty: Modern Warfare 3.